# RARP
RARP (engl. Reverse Address Resolution Protocol) mrežni je protokol kojim je moguće iz poznate fizičke MAC adrese saznati IP adresu, što je obrnuto od uloge ARP-a. Najčešća primena RARP-a je kod sistema bez diska koji prilikom pokretanja ne znaju vlastitu IP adresu pa je dobijaju pomoću RARP upita.